# Rallye du Mexique 2015
Le Rallye du Mexique 2015 est le 3e rallye du Championnat du monde des rallyes 2015.

## Résultats

### Classement final
| Rang              | Pilote            | Copilote          | Numéro            | Voiture               | Écurie                      | Temps             | Écart             | Points            |
| Toutes catégories | Toutes catégories | Toutes catégories | Toutes catégories | Toutes catégories     | Toutes catégories           | Toutes catégories | Toutes catégories | Toutes catégories |
| ----------------- | ----------------- | ----------------- | ----------------- | --------------------- | --------------------------- | ----------------- | ----------------- | ----------------- |
| 1.                | Sébastien Ogier   | Julien Ingrassia  | 1                 | Volkswagen Polo WRC R | Volkswagen Motorsport       | 4 h 19 min 13 s 4 | -                 | 283               |
| 2.                | Mads Østberg      | Jonas Andersson   | 4                 | Citroën DS3 WRC       | Citroën Total Abu Dhabi WRT | 4 h 20 min 32 s 2 | +1 min 18 s 8     | 202               |
| 3.                | Andreas Mikkelsen | Ola Floene        | 9                 | Volkswagen Polo R WRC | Volkswagen Motorsport       | 4 h 20 min 38 s 5 | +1 min 25 s 1     | 15                |
| 4.                | Elfyn Evans       | Daniel Barrit     | 5                 | Ford Fiesta RS WRC    | M-Sport WRT                 | 4 h 22 min 53 s 6 | +3 min 40 s 2     | 12                |
| 5.                | Dani Sordo        | Marc Marti        | 8                 | Hyundai i20 WRC       | Hyundai World Rally Team    | 4 h 24 min 15 s 2 | +5 min 01 s 8     | 10                |
| 6.                | Martin Prokop     | Jan Tomanek       | 21                | Ford Fiesta RS WRC    | Jipocar Czech National Team | 4 h 25 min 49 s 5 | +6 min 36 s 1     | 8                 |
| 7.                | Nasser Al-Attiyah | M. Baumel         | 39                | Ford Fiesta RRC       | Nasser Al-Attiyah           | 4 h 34 min 06 s 1 | +14 min 52 s 7    | 6                 |
| 8.                | Thierry Neuville  | Nicolas Gilsoul   | 7                 | Hyundai i20 WRC       | Hyundai World Rally Team    | 4 h 41 min 56 s 7 | +22 min 43 s 3    | 51                |
| 9.                | Nicolás Fuchs     | F. Musano         | 41                | Ford Fiesta RRC       | Nicolás Fuchs               | 4 h 42 min 02 s 4 | +22 min 49 s 0    | 2                 |
| 10.               | Jari Ketomaa      | Kaj Lindström     | 40                | Ford Fiesta R5        | Drive DMack                 | 4 h 42 min 23 s 6 | +23 min 10 s 2    | 1                 |

3, 2, 1 : y compris les 3, 2 et 1 points attribués aux trois premiers de la spéciale télévisée (power stage).

### Spéciales chronométrées
| Étape             | Spéciale | Heure   | Nom                     | Distance | Vainqueur          | Temps         | Leader           |
| ----------------- | -------- | ------- | ----------------------- | -------- | ------------------ | ------------- | ---------------- |
| 1er jour (5 mars) | ES1      | 19 h 09 | Street stage Guanajuato | 1,01 km  | Thierry Neuville   | 52 s 8        | Thierry Neuville |
| 1er jour (5 mars) | ES2      | 08 h 32 | Super Special 1         | 4,60 km  | Sébastien Ogier    | 3 min 19 s 8  | Sébastien Ogier  |
| 2e jour (6 mars)  | ES3      | 09 h 02 | Los Mexicanos 1         | 9,88 km  | Kris Meeke         | 7 min 35 s 2  | Sébastien Ogier  |
| 2e jour (6 mars)  | ES4      | 09 h 35 | El Chocolate 1          | 44,13 km | Sébastien Ogier    | 29 min 41 s 5 | Sébastien Ogier  |
| 2e jour (6 mars)  | ES5      | 10 h 38 | Las Minas 1             | 15,54 km | Thierry Neuville   | 11 min 07 s 5 | Sébastien Ogier  |
| 2e jour (6 mars)  | ES6      | 12 h 16 | Street Stage Leon 1     | 1,37 km  | Sébastien Ogier    | 1 min 12 s 4  | Sébastien Ogier  |
| 2e jour (6 mars)  | ES7      | 14 h 49 | Los Mexicanos 2         | 9,91 km  | Jari-Matti Latvala | 7 min 29 s 4  | Sébastien Ogier  |
| 2e jour (6 mars)  | ES8      | 15 h 32 | El Chocolate 2          | 44,13 km | Jari-Matti Latvala | 29 min 14 s 1 | Sébastien Ogier  |
| 2e jour (6 mars)  | ES9      | 16 h 35 | Las Minas 2             | 15,54 km | Mads Østberg       | 10 min 59 s 7 | Sébastien Ogier  |
| 2e jour (6 mars)  | ES10     | 18 h 10 | Super Special 2         | 4,60 km  | Sébastien Ogier    | 3 min 17 s 0  | Sébastien Ogier  |
| 3e jour (7 mars)  | ES11     | 09 h 28 | Ibarilla 1              | 30,27 km | Sébastien Ogier    | 17 min 41 s 4 | Sébastien Ogier  |
| 3e jour (7 mars)  | ES12     | 10 h 41 | Otates 1                | 42,90 km | Sébastien Ogier    | 29 min 58 s 0 | Sébastien Ogier  |
| 3e jour (7 mars)  | ES13     | 12 h 08 | El Brinco 1             | 8,25 km  | Dani Sordo         | 4 min 41 s 9  | Sébastien Ogier  |
| 3e jour (7 mars)  | ES14     | 13 h 16 | Street Stage Leon 2     | 1,37 km  | Robert Kubica      | 1 min 11 s 8  | Sébastien Ogier  |
| 3e jour (7 mars)  | ES15     | 15 h 09 | Ibarilla 2              | 30,27 km | Sébastien Ogier    | 17 min 26 s 7 | Sébastien Ogier  |
| 3e jour (7 mars)  | ES16     | 16 h 22 | Otates 2                | 42,90 km | Mads Østberg       | 29 min 30 s 0 | Sébastien Ogier  |
| 3e jour (7 mars)  | ES17     | 17 h 15 | El Brinco 2             | 8,25 km  | Sébastien Ogier    | 4 min 34 s 6  | Sébastien Ogier  |
| 3e jour (7 mars)  | ES18     | 18 h 10 | Super Special 3         | 4,60 km  | Andreas Mikkelsen  | 3 min 16 s 9  | Sébastien Ogier  |
| 4e jour (8 mars)  | ES19     | 09 h 53 | Guanajuatito            | 55,82 km | Mads Østberg       | 35 min 26 s 5 | Sébastien Ogier  |
| 4e jour (8 mars)  | ES20     | 11 h 16 | Derramadero             | 6,29 km  | Thierry Neuville   | 3 min 22 s 1  | Sébastien Ogier  |
| 4e jour (8 mars)  | ES21*    | 12 h 08 | El Brinco 3             | 12,55 km | Sébastien Ogier    | 6 min 50 s 5  | Sébastien Ogier  |

* : spéciale télévisée attribuant des points aux trois premiers pilotes

## Classements au championnat après l'épreuve

### Classement des pilotes
Selon le système de points en vigueur, les 10 premiers équipages remportent des points, 25 points pour le premier, puis 18, 15, 12, 10, 8, 6, 4, 2 et 1.
| Rang | Pilote             | Rallyes | Rallyes | Rallyes | Rallyes | Rallyes | Rallyes | Rallyes | Rallyes | Rallyes | Rallyes | Rallyes | Rallyes | Rallyes | Total points |
| Rang | Pilote             | MON     | SUE     | MEX     | ARG     | POR     | ITA     | POL     | FIN     | GER     | AUS     | FRA     | ESP     | GBR     | Total points |
| ---- | ------------------ | ------- | ------- | ------- | ------- | ------- | ------- | ------- | ------- | ------- | ------- | ------- | ------- | ------- | ------------ |
| 1er  | Sébastien Ogier    | 25      | 283     | 283     | -       | -       | -       | -       | -       | -       | -       | -       | -       | -       | 81           |
| 2e   | Andreas Mikkelsen  | 15      | 15      | 172     | -       | -       | -       | -       | -       | -       | -       | -       | -       | -       | 47           |
| 3e   | Thierry Neuville   | 10      | 202     | 51      | -       | -       | -       | -       | -       | -       | -       | -       | -       | -       | 35           |
| 4e   | Mads Østberg       | 12      | 21      | 18      | -       | -       | -       | -       | -       | -       | -       | -       | -       | -       | 32           |
| 5e   | Elfyn Evans        | 6       | 8       | 12      | -       | -       | -       | -       | -       | -       | -       | -       | -       | -       | 26           |
| 6e   | Jari-Matti Latvala | 191     | 0       | 0       | -       | -       | -       | -       | -       | -       | -       | -       | -       | -       | 19           |
| 7e   | Dani Sordo         | 8       | -       | 10      | -       | -       | -       | -       | -       | -       | -       | -       | -       | -       | 18           |
| 8e   | Martin Prokop      | 2       | 4       | 8       | -       | -       | -       | -       | -       | -       | -       | -       | -       | -       | 14           |
| 9e   | Ott Tanak          | 0       | 12      | 0       | -       | -       | -       | -       | -       | -       | -       | -       | -       | -       | 12           |
| 10e  | Hayden Paddon      | -       | 10      | 0       | -       | -       | -       | -       | -       | -       | -       | -       | -       | -       | 10           |
| 11e  | Kris Meeke         | 43      | 6       | 0       | -       | -       | -       | -       | -       | -       | -       | -       | -       | -       | 10           |
| 12e  | Nasser Al-Attiyah  | -       | -       | 6       | -       | -       | -       | -       | -       | -       | -       | -       | -       | -       | 6            |
| 13e  | Sébastien Loeb     | 62      | -       | -       | -       | -       | -       | -       | -       | -       | -       | -       | -       | -       | 6            |
| 14e  | Yuriy Protasov     | 0       | 2       | 0       | -       | -       | -       | -       | -       | -       | -       | -       | -       | -       | 2            |
| 15e  | Nicolás Fuchs      | -       | -       | 2       | -       | -       | -       | -       | -       | -       | -       | -       | -       | -       | 2            |
| 16e  | Jari Ketomaa       | -       | 0       | 1       | -       | -       | -       | -       | -       | -       | -       | -       | -       | -       | 1            |

| Couleur | Résultat                                                         |
| ------- | ---------------------------------------------------------------- |
| Or      | Vainqueur                                                        |
| Argent  | 2e place                                                         |
| Bronze  | 3e place                                                         |
| Vert    | Classé, dans les points                                          |
| Bleu    | Classé, hors des points Non classé (Nc.)                         |
| Mauve   | Abandon (Ab.) Retrait (Re.)                                      |
| Noir    | Disqualifié (Dq.)                                                |
| Blanc   | N'a pas pris le départ (Np.) Forfait (Forf.) Épreuve annulée (A) |
| Aucune  | N'a pas participé (-)                                            |

3, 2, 1 : y compris les 3, 2 et 1 points attribués aux trois premiers de la spéciale télévisée (power stage).

### Classement des constructeurs
| Rang | Équipe                                   | Rallyes | Rallyes | Rallyes | Rallyes | Rallyes | Rallyes | Rallyes | Rallyes | Rallyes | Rallyes | Rallyes | Rallyes | Rallyes | Total points |
| Rang | Équipe                                   | MON     | SUE     | MEX     | ARG     | POR     | ITA     | POL     | FIN     | GER     | AUS     | FRA     | ESP     | GBR     | Total points |
| ---- | ---------------------------------------- | ------- | ------- | ------- | ------- | ------- | ------- | ------- | ------- | ------- | ------- | ------- | ------- | ------- | ------------ |
| 1er  | Volkswagen Motorsport                    | 43      | 25      | 31      | -       | -       | -       | -       | -       | -       | -       | -       | -       | -       | 99           |
| 2e   | Hyundai World Rally Team                 | 27      | 28      | 20      | -       | -       | -       | -       | -       | -       | -       | -       | -       | -       | 75           |
| 3e   | M-Sport World Rally Team                 | 12      | 20      | 16      | -       | -       | -       | -       | -       | -       | -       | -       | -       | -       | 48           |
| 4e   | Citroën Total Abu Dhabi World Rally Team | 12      | 8       | 22      | -       | -       | -       | -       | -       | -       | -       | -       | -       | -       | 42           |
| 5e   | Jipocar Czech National Team              | 2       | 4       | 10      | -       | -       | -       | -       | -       | -       | -       | -       | -       | -       | 16           |
| 6e   | Volkswagen Motorsport II                 | -       | 15      | -       | -       | -       | -       | -       | -       | -       | -       | -       | -       | -       | 15           |
| 7e   | Hyundai Motorsport N                     | -       | 1       | 2       | -       | -       | -       | -       | -       | -       | -       | -       | -       | -       | 3            |
| 8e   | FWRT s.r.l.                              | 1       | 0       | 0       | -       | -       | -       | -       | -       | -       | -       | -       | -       | -       | 1            |